# Liste des personnages des Razmoket
 (décembre 2018).
Si vous disposez d'ouvrages ou d'articles de référence ou si vous connaissez des sites web de qualité traitant du thème abordé ici, merci de compléter l'article en donnant les références utiles à sa vérifiabilité et en les liant à la section « Notes et références ».
Cet article présente une liste des personnages de la série télévisée d'animation Les Razmoket (Rugrats) de Nickelodeon. La série comprend un large éventail de personnages : famille, amis, membres de la famille élargie, habitants de la ville et personnages de fiction.

## Personnages principaux

### Tommy, alias «Casse-Bonbon» Cornichon
Tommy « Casse-Bonbon » Cornichon (Thomas Tommy Pickles en VO) (VO par E.G. Daily ; VF par Alexis Tomassian) : Tommy est le fils de Jean-Roger et Lucie Cornichon, le frère aîné de Jules Cornichon et le cousin d'Angelica Cornichon. Il est le chef de la bande des Razmoket et porte un t-shirt bleu (à l'exception du premier épisode dans lequel il porte un t-shirt rouge) et des couches tout le long de la série. Tommy est un bébé à l'imagination débordante, mais aussi le plus courageux et le plus aventureux de la bande. Il est également disposé à faire tout ce qu'il doit pour ses amis et sa famille, notamment son meilleur ami Charles-Édouard « La Binocle » Fifrelin. Il a l'habitude de conserver un tournevis en plastique dans sa couche pour notamment crocheter le portillon du parc à bébés.

### Charles-Édouard, alias «La Binocle»Fifrelin
Charles-Édouard « La Binocle » Fifrelin (Charles Chuckie Finster en VO) (VO par Christine Cavanaugh en 1991-2002, Nancy Cartwright en 2002-2008 ; VF par Adrien Antoine (premiers épisodes) puis Natacha Gerritsen) : Charles-Édouard est un bébé âgé de 2 ans et le meilleur ami de Tommy. Il est le fils de Charles et de Melinda Fifrelin. Sa mère est décédée d'une maladie inconnue alors qu'il était un nouveau-né. Il a les cheveux roux en pétard, porte de grandes lunettes violettes comme son père, une chemise bleue sur laquelle est imprimée la planète Saturne, ainsi qu'un pantalon cargo vert et des chaussures rouges qui ne sont jamais attachées (et il trébuche souvent sur ses lacets défaits). Il est le garçon peureux du groupe et désapprouve toujours une aventure qui se prépare généralement entreprise par Tommy, bien qu'il puisse se révéler très brave et défendre ses amis. Plus tard, son père épouse Kira et Charles-Édouard devient le grand frère adoptif de sa demi-sœur Kimi après les évènements du film Les Razmoket à Paris. Son deuxième prénom est Crandall, comme le prouve les épisodes « Où sont mes lunettes ? » et Piégés comme des rats dans la série Razbitume !. Il a une peur bleue des clowns.

### Alphonse et Sophie, alias «Les Grumeaux»de la Tranche
Alphonse et Sophie « Les Grumeaux » de la Tranche (Phillip Phil and Lillian Lil DeVille en VO) (VO par Kath Soucie ; VF par Dolly Vanden) : jumeaux (garçon et fille, respectivement) Alphonse et Sophie sont les enfants de Gertrude et Olivier De la Tranche. Ils aiment tout faire ensemble, qu'il s'agisse de jouer dans la boue ou de trouver et manger des insectes. Ils provoquent souvent la confusion du fait de leur apparence similaire, bien que Sophie porte une petite robe et un ruban dans les cheveux et Alphonse, un short bleu. Ils s'appellent généralement par leurs prénoms (Phil et Lil en V.O) chaque fois qu'ils se disputent,
Dans les Razbitumes, les jumeaux ont des personnalités assez différentes, Sophie n'étant plus amatrice de saletés, contrairement à Alphonse. Tous deux jouent dans l'équipe de football de l'école : Alphonse y a joué en premier, attirant ainsi Sophie ; cette dernière est cependant bien meilleure que lui.

### Angélica, alias «Couette-Couette»Cornichon
Angélica « Couette-Couette » Cornichon (Angelica Pickles en VO) (VO par Cheryl Chase ; VF par Sylvie Jacob) : Angélica est la cousine de Tommy et Jules et la fille de Roger-Jean et Charlotte Cornichon. C'est une fillette de 3 ans très gâtée par sa mère et son père. C'est l'antagoniste récurrente de la série qui prend un plaisir à être méchante avec les bébés ou abuser de leur naïveté en leur inventant des histoires, mais elle fera de temps en temps des choses gentilles pour eux. Elle a les cheveux blonds courts attachés avec deux nœuds violets et porte une robe violette avec un collant à pois. Elle est capable de parler et comprendre à la fois les bébés et les adultes. Elle est aussi très gourmande (elle raffole notamment des cookies, sauf ceux à la noix de coco) et possède une poupée du nom de Cynthia.

### Susie Carmichael
Susie Carmichael (idem en VO) (VO par Cree Summer, avec E.G. Daily remplaçant pour quelques épisodes; V.F par Claude Chantal puis Fily Keita) : Autre enfant de 3 ans capable de parler à la fois aux adultes et aux bébés, Susie sert souvent de rival et de filigrane à Angelica, mais elles sont en fait des amies proches. Elle est gentille, compatissante, talentueuse et confiante, toujours prête à prendre la défense des bébés quand Angelica les intimide. Elle a des tresses africaines dressées sur la tête et porte souvent une robe bariolée et des chaussures semblables à celles d'Angelica. Susie est afro-américaine (la seule dans le groupe des Razmoket) et a été ajoutée à la série au cours de la deuxième saison (épisode Les voisins) faisant tout au long de celle-ci des apparitions récurrentes.
Dans le remake en 3D de la série, elle est plus jeune qu'Angélica et ne peut pas parler.

### Jules Cornichon
Jules Cornichon (Dylan Dil Pickles en VO) (VO par Tara Strong; VF par Sylvie Jacob) : Jules est le frère cadet de Tommy. Il est incapable de parler aux bébés, mais est capable de dire quelques mots. Il aime mâcher des choses et baver sur les gens. Il aime aussi frapper Tommy à la tête avec divers objets, notamment son hochet. Jules a été introduit dans le premier film des Razmoket après sa naissance. Au début, Tommy et Jules sont extrêmement jaloux l'un de l'autre, mais ils réalisent ensuite le lien qu'ils partagent en tant que frères. Il porte le nom du cousin de sa mère, raccourci de Jules.
Dans les Razbitumes, il est un grand amateur de paranormal.

### Kimi Fifrelin
Kimi Watanabe-Fifrelin (Kimiko Kimi Watanabe-Finster en VO) (VO par Dionne Quan; VF par Fily Keita) : Kimi est la demi-sœur de Charles-Édouard, introduite dans le deuxième film, Les Razmoket à Paris. Comme Tommy, Kimi est une fille très aventureuse et imaginative, maintient toujours une attitude positive et garde le sourire. Elle aide Charles-Édouard à apprendre à être un bon grand frère et l'aide souvent à surmonter ses peurs. Elle et sa mère Kira sont d'origine japonaise. On apprend dans les Razbitumes que son père vit au Japon. Elle a de bonnes relations avec lui, malgré la distance qui les sépare. Elle a eu à un moment le béguin pour Tommy, gravant dans sa maison un cœur avec les initiales de Tommy et les siennes.
Dans le remake 3D de la série, elle est plus âgée ; c'est une camarade de maternelle d'Angélica, à la fois amie et rivale de celle-ci.

### Hubert
Hubert (Spike en VO)(VO par Michael Bell dans une séquence de rêves dans l'épisode Marche ou rêve, Bruce Willis dans Les Razmoket rencontrent les Delajungle; VF par Patrick Poivey) : Hubert est le chien de la famille Cornichon, et un ami proche de Tommy Cornichon, celui-ci prétendant d'ailleurs qu'il est son meilleur ami animal. Il apparaît dans près des trois quarts de tous les épisodes, bien qu'il ne vienne généralement pas lorsque les Razmoket s'aventurent dans de nouveaux lieux, se contentant le plus souvent de mener ses activités de chien comme creuser des trous dans le jardin ou dormir dans sa niche. Il est mentionné que sa race est fictive et nommée Tigre de Sibérie. Comme indiqué dans Les Razmoket, le Film et Les Razmoket rencontrent les Delajungle, Hubert est très protecteur envers ses bébés et prendra leur défense quand ils sont en danger (comme dans le premier film quand il affronte un loup féroce). Il a plusieurs chiots avec la chienne de Kira.

## Personnages adultes

### Jean-Roger Cornichon
Jean-Roger Cornichon (Stuart Stu Pickles en VO)(VO par Jack Riley; VF par Bernard Tiphaine) : Jean-Roger est le  père de Tommy et Jules, époux de Lucie et le frère de Roger-Jean. C'est un inventeur de nature optimiste et bien intentionné qui travaille à domicile sur des jouets qui se veulent révolutionnaires (bien que ses créations se soldent le plus souvent par des échecs, voire des catastrophes). Il crée aussi des inventions pour améliorer le quotidien de ses amis au grand dam de ces derniers, bien que Lucie le soutient dans sa démarche. Dans chacun des films de la trilogie Razmoket, les actions ou les inventions de Jean-Roger aident à mettre l'histoire en mouvement et parvient à sauver la situation (en particulier dans le premier film où il retrouve les bébés perdus dans la forêt, et le troisième film où il les sauvent ainsi que Nigel Delajungle, avec l'aide de ses amis). Sa date de naissance est le 23 octobre, conformément à l'épisode spécial Dix ans après. Il est le meilleur ami de Charles depuis son enfance, dans le même esprit que l'amitié entre Tommy et Charles-Édouard.

### Lucie Cornichon
Lucie Cornichon (Diane Didi Pickles en VO)(VO par Melanie Chartoff; VF par Corinne Le Poulain) : Lucie est l'épouse de Jean-Roger et la mère de Tommy et Jules. Elle est enseignante à temps partiel et est une mère de famille très protectrice envers ses enfants et veut apprendre toutes les astuces sur la manière de les élever, notamment en feuilletant des ouvrages sur la psychologie des bébés rédigés par le Dr Lipschitz. Elle n'aime pas le feuilleton Reptar qu'apprécient ses enfants (programme qu'elle juge trop effrayant pour eux), et préfère les voir jouer dehors dans le jardin ou dans le parc. Comme Charles-Édouard Fifrelin elle est coulrophobe. Lucie est également une Américaine russo-juive ayant deux parents juifs russes et serait peut-être également née en Russie. Arlene Klasky a déclaré qu'elle s'était inspirée d'elle-même pour créer ce personnage.

### Grand-Père Lou Cornichon
Louis Kalhern Grand-père Lou Cornichon (Louis Kalhern Grandpa Lou Pickles II en VO)(VO par David Doyle de 1991 à sa mort en 1997, puis Joe Alaskey de 1997 à la fin de la série; VF par Henri Labussière et occasionnellement par Bernard Tiphaine) : Le grand-père de Tommy, Jules et Angelica et le père de Jean-Roger et Roger-Jean. C'est un vieil homme de nature facétieuse et parfois grognon qui aime raconter des histoires (le plus souvent inventées et/ou interrompues par une de ses siestes) aux bébés avec qui il a une grande complicité. Il a vécu avec la famille de Jean-Roger et Lucie pendant la majorité de la série (avant de partir en maison de retraite et retrouver l'amour auprès de Lulu, son infirmière) et a souvent gardé les enfants. Il a été nommé à l'origine Stu Pickles Sr (dans la V.O) dans le pilote inédit Tommy et le gros truc blanc. Lou Cornichon a été soldat de l'armée américaine et a participé au débarquement de Normandie.

### Roger-Jean Cornichon
Roger-Jean Cornichon (Andrew Drew Pickles en VO)(VO par Michael Bell; VF par Jean-Claude Montalban) : Marié à Charlotte, il est le père d'Angelica et le frère aîné de Jean-Roger. C'est un banquier d’investissement bien payé (et plus tard comptable) qui cède souvent à l'autorité de son épouse et les caprices de sa fille. Roger-Jean ne s’entend pas toujours avec son frère, les deux se chamaillant souvent au sujet de petits problèmes, et il reproche parfois à son frère de ne pas mener un train de vie ordinaire avec un travail "normal" (notamment dans le premier film). Il s'adresse à Angelica le plus souvent en l'appelant Princesse.

### Charlotte Cornichon
Charlotte Cornichon (Charlotte Pickles en VO)(VO par Tress MacNeille; VF par Claude Chantal) : Mère d'Angelica et épouse de Roger-Jean Cornichon, Charlotte est la PDG de son entreprise. C'est une femme dynamique et autoritaire, qui  essaie aussi d'être une bonne mère mais est généralement détournée par des intérêts et enjeux commerciaux, laissant souvent sa fille seule. On la montre souvent avec son téléphone portable collé à l'oreille (même quand elle a accouché d'Angelica) pour s'adresser en particulier à son collègue Jonathan, qui est apparu quelquefois dans la série. Elle gâte aussi Angelica en jouets et sucreries mais est bien plus ferme que Roger-Jean quand il s'agit de la punir en cas de bêtises de cette dernière.

### Gertrude De La Tranche
Gertrude De la Tranche (Elizabeth Betty Deville en VO)(VO par Kath Soucie; VF par Claude Chantal) : La mère des Grumeaux Alphonse et Sophie et l'épouse d'Olivier De la Tranche. Très athlétique, c'est une amie proche de Lucie au caractère trempé et franche quand il s'agit de donner son avis (en particulier sur Jean-Roger qu'elle n'apprécie pas beaucoup). C'est une féministe engagée (comme dans l'épisode « Prête-moi ta robe » où elle emmène Sophie à une manifestation) qui a du talent pour faire de bons cafés, et plus tard dans la série travaille à l'exploitation du café Java Lava Coffee avec Charles Fifrelin.
Dans le remake 3D, elle semble être lesbienne puisqu'elle parle à Lucie d'« une de ses ex ».

### Charles Fifrelin
Charles Fifrelin (Charles Chas Finster en VO)(VO par Michael Bell; VF par Bernard Tiphaine) : Le père de Charles-Édouard (de qui il a hérité son gémissement adénoïdal et de plusieurs allergies) et le mari veuf de Mélinda avant de se remarier avec Kira dans le deuxième film des Razmoket, et devenir ainsi le beau-père de Kimi. C'est un père de famille doux, gentil et attentionné, qui aime son fils unique plus que tout au monde et le réconforte notamment quand son enfant se réveille à cause d'un cauchemar. Travaillant auparavant comme bureaucrate, il se reconvertit plus tard en tant que co-gérant du Java Lava Coffee House avec Gertrude. C'est le meilleur ami de Jean-Roger depuis son enfance, une relation semblable à l'amitié entre Tommy et La Binocle.

### Kira Watanabe-Fifrelin
Kira Watanabe-Fifrelin (Kira Watanabe-Finster en VO) (VO par Julia Kato; VF par Sylvie Jacob) : La mère de Kimi et la belle-mère de Charles-Édouard. C'est une femme divorcée, d'origine japonaise au tempérament calme, auparavant assistante de Coco LaBouche à Reptarland avant de se marier avec Charles Fifrelin dans le deuxième film Les Razmoket à Paris. Dans la série animée, elle cherche à se rapprocher de son beau-fils Charles-Édouard et essayer de le comprendre, afin de devenir une meilleure belle-mère.

### Olivier De La Tranche
Olivier De La Tranche (Howard Howie Deville en VO)(VO par Philip Proctor; VF par Jean-Claude Montalban) : Père d'Alphonse et Sophie et époux de Gertrude. C'est un homme doux et très discret, doué pour la cuisine et qui, le plus souvent, reste dans l'ombre de son épouse extravertie. Aussi ses apparitions dans la série sont rares et n'est presque jamais mis en avant dans un scénario d'épisode, si ce n'est pour le présenter par sa discrétion ou au contraire par son caractère volontaire avec des interventions ponctuées généralement par des catastrophes. Il est ainsi mis en avant lors du troisième film quand lui et ses amis se retrouvent échoués sur une île déserte, pour l'une de ses rares interventions vocales.

### Lucy Carmichael
Lucille Lucy Carmichael(VO par Cheryl Carter en 1992 et 1997, Lisa Dinkins en 1993 et Hattie Winston dans Les Razmoket, le film) : Mère de Susie et épouse de Randy. Elle est une mère émerveillée formée à Harvard en tant que médecin, qui a notamment enlevé les amygdales de Susie (que cette dernière admire beaucoup).

### Randy Carmichael
Randall Randy Carmichael(VO par Ron Glass) : Marié à Lucy Carmichael et est le père de Susie. Randy est scénariste de dessins animés et en particulier pour le célèbre programme Les Bétanounours.

### Taffy Maynston
Sarah Taffy Maynston(VO par Amanda Bynes) : C'est la petite-nièce adolescente de Lulu, qui a été embauchée comme baby-sitter régulière pour les bébés. Elle est la chanteuse d'un groupe, Taffy et les Eaux-Salée et joue de la guitare. Elle appelle toujours les bébés, Minis.